# Minuartia stolonifera
Minuartia stolonifera är en nejlikväxtart som beskrevs av T.W. Nelson och J.P. Nelson. Minuartia stolonifera ingår i släktet nörlar, och familjen nejlikväxter. Inga underarter finns listade i Catalogue of Life.